# Roncus vidali
Roncus vidali är en spindeldjursart som beskrevs av Lagar 1972. Roncus vidali ingår i släktet Roncus och familjen helplåtklokrypare. Inga underarter finns listade i Catalogue of Life.